# Ambasciatore d'Italia in Bulgaria
L'ambasciatore d'Italia in Bulgaria (in bulgaro, Посланик на Италия в България) è il capo della missione diplomatica della Repubblica Italiana nella Repubblica di Bulgaria.

## Storia
Nel periodo precedente la Liberazione della Bulgaria dalla dominazione ottomana, erano già attivi nelle città principali del paese – Plovdiv, Ruse e Sofia - dei Consolati italiani. Dopo la fine della guerra russo-turca del 1877- 1878 l'Italia mantenne i propri Consolati nei primi due centri e aprì nuove rappresentanze consolari, rispettivamente nei porti di Lom (1881), Varna (1889) e Burgas (1903).
Con una lettera datata 25 luglio 1879 l'Ambasciatore italiano a Pietroburgo annunciò all'emissario russo a Sofia Dondukov-Korsakov di aver informato il Ministero degli Affari Esteri dell'Impero circa la nomina di Domenico Brunenghi quale Console Generale italiano, residente a Sofia. Contestualmente, fu stabilito che l'esistente Consolato a Sofia sotto la guida del Vice Console Vittorio Positano sarebbe stato trasferito a Russe. Va ricordato il contributo dello stesso Vittorio Positano nella fase finale della guerra russo-turca quando, decano del Corpo Consolare a Sofia, egli riunì un gruppo di volontari bulgari che salvò la città dall'incendio appiccato da Nuri Pascià. Dopo questo atto eroico, Vittorio Positano fu nominato cittadino onorario della nuova capitale.
Il 25 dicembre 1879 nel Palazzo Reale di Sofia, Domenico Brunenghi consegnò solennemente le proprie credenziali al Principe Alessandro I di Bulgaria.
Dal 5 gennaio 2021 l'ambasciatore d'Italia in Bulgaria è Giuseppina Zarra.

## Lista degli ambasciatori
Quella che segue è una lista degli capi missione italiani in Bulgaria.
| Nomina                          | Titolo                             | Capo missione                                    | Sede  | Note                                                                                                 |
| ------------------------------- | ---------------------------------- | ------------------------------------------------ | ----- | --- |
| Principato e Regno di Bulgaria  |                                    |                                                  |       | |
| 3 luglio 1879                   | Agente e Console Generale con L.C. | Domenico Brunenghi                               | Sofia | Primo capo missione                                                                                  |
| 9 febbraio 1880                 | Agente e Console Generale con L.C. | Renato De Martino                                | Sofia | |
| 24 gennaio 1884                 | Agente e Console Generale con L.C. | Carlo Alberto Gerbaix de Sonnaz                  | Sofia | |
| 29 giugno 1893                  | Agente e Console Generale con L.C. | Alessandro Riva                                  | Sofia | |
| 24 novembre 1895                | Agente e Console Generale con L.C. | Giulio Silvestrelli                              | Sofia | |
| 9 agosto 1901                   | Agente e Console Generale con L.C. | Giorgio Polacco                                  | Sofia | |
| 12 maggio 1903                  | Agente e Console Generale con L.C. | Guglielmo Imperiali di Francavilla               | Sofia | |
| 31 marzo 1904                   | Agente e Console Generale con L.C. | Fausto Cucchi Boasso                             | Sofia | |
| 6 maggio 1909                   | Inv. Str. e Min. Plenip. con L.C.  | Fausto Cucchi Boasso                             | Sofia | In seguito alla proclamazione del Regno di Bulgaria l'Agenzia diplomatica viene rinominata Legazione |
| 23 giugno 1910                  | Inv. Str. e Min. Plenip. con L.C.  | Alessandro De Bosdari                            | Sofia | |
| 23 febbraio 1913                | Inv. Str. e Min. Plenip. con L.C.  | Fausto Cucchi Boasso                             | Sofia | |
| 14 settembre 1920               | Inv. Str. e Min. Plenip. con L.C.  | Luigi Aldrovandi Marescotti                      | Sofia | |
| 22 gennaio 1923                 | Inv. Str. e Min. Plenip. con L.C.  | Sabino Rinella                                   | Sofia | |
| 26 maggio 1926                  | Inv. Str. e Min. Plenip. con L.C.  | Renato Piacentini                                | Sofia | |
| 29 gennaio 1931                 | Inv. Str. e Min. Plenip. con L.C.  | Giuliano Cora                                    | Sofia | |
| 31 dicembre 1934                | Inv. Str. e Min. Plenip. con L.C.  | Giuseppe Sapuppo                                 | Sofia | |
| 27 ottobre 1937                 | Inv. Str. e Min. Plenip. con L.C.  | Giuseppe Talamo Atenolfi                         | Sofia | |
| 29 gennaio 1940                 | Inv. Str. e Min. Plenip. con L.C.  | Massimo Magistrati                               | Sofia | |
| 7 giugno 1943                   | Inv. Str. e Min. Plenip. con L.C.  | Francesco Giorgio Mameli                         | Sofia | |
| Repubblica Popolare di Bulgaria |                                    |                                                  |       | |
| 21 settembre 1945               | Incaricato d'Affari a.i.           | Piero Vinci                                      | Sofia | |
| 14 dicembre 1946                | Inv. Str. e Min. Plenip.           | Giovanni Battista Guarnaschelli                  | Sofia | |
| 22 gennaio 1952                 | Inv. Str. e Min. Plenip.           | Gastone Rossi Longhi                             | Sofia | |
| 27 aprile 1955                  | Inv. Str. e Min. Plenip.           | Filippo Muzi Falconi                             | Sofia | |
| 16 dicembre 1958                | Inv. Str. e Min. Plenip.           | Roberto Gaja                                     | Sofia | |
| 26 febbraio 1963                | Inv. Str. e Min. Plenip.           | Orazio Antinori di Castel San Pietro Aquae Ortus | Sofia | |
| 2 settembre 1964                | Ambasciatore con L.C.              | Orazio Antinori di Castel San Pietro Aquae Ortus | Sofia | La Legazione viene elevata al rango di Ambasciata e il Capo Missione assume il rango di Ambasciatore |
| 7 aprile 1968                   | Ambasciatore con L.C.              | Giuseppe Puri Purini                             | Sofia | |
| 13 gennaio 1972                 | Ambasciatore con L.C.              | Franz Cancellario d'Alena                        | Sofia | |
| 10 gennaio 1979                 | Ambasciatore con L.C.              | Franz Cancellario d'Alena                        | Sofia | |
| 9 giugno 1980                   | Ambasciatore con L.C.              | Carlo Maria Rossi Arnaud                         | Sofia | |
| 9 aprile 1984                   | Ambasciatore con L.C.              | Giovanni Battistini                              | Sofia | |
| 21 novembre 1987                | Ambasciatore con L.C.              | Paolo Tarony                                     | Sofia | |
| Repubblica di Bulgaria          |                                    |                                                  |       | |
| 12 febbraio 1990                | Ambasciatore con L.C.              | Agostino Mathis                                  | Sofia | |
| 24 giugno 1994                  | Ambasciatore con L.C.              | Stefano Rastrelli                                | Sofia | |
| 31 ottobre 1996                 | Ambasciatore con L.C.              | Tommaso Troise                                   | Sofia | |
| 28 aprile 1999                  | Ambasciatore con L.C.              | Alessandro Grafini                               | Sofia | |
| 9 maggio 2003                   | Ambasciatore con L.C.              | Giovan Battista Campagnola                       | Sofia | |
| 16 maggio 2008                  | Ambasciatore con L.C.              | Stefano Benazzo                                  | Sofia | |
| 3 settembre 2012                | Ambasciatore con L.C.              | Marco Conticelli                                 | Sofia | |
| 19 settembre 2016               | Ambasciatore con L.C.              | Stefano Baldi                                    | Sofia | [ 3 ] [ 4 ]                                                                                          |
| 5 gennaio 2021                  | Ambasciatore con L.C.              | Giuseppina Zarra                                 | Sofia | |
| 7 aprile 2025                   | Ambasciatore con L.C.              | Marcello Apicella                                | Sofia | |

## Altre sedi diplomatiche d'Italia in Bulgaria
Oltre all'Ambasciata a Sofia, esiste una rete consolare della repubblica italiana nel territorio bulgaro:
| Tipologia                   | Sede    | Nominativo            |
| --------------------------- | ------- | --------------------- |
| Consolato Onorario d'Italia | Plovdiv | Giuseppe De Francesco |
| Consolato Onorario d'Italia | Varna   | Antonio Tarquinio     |